# 예수의 아내의 복음서

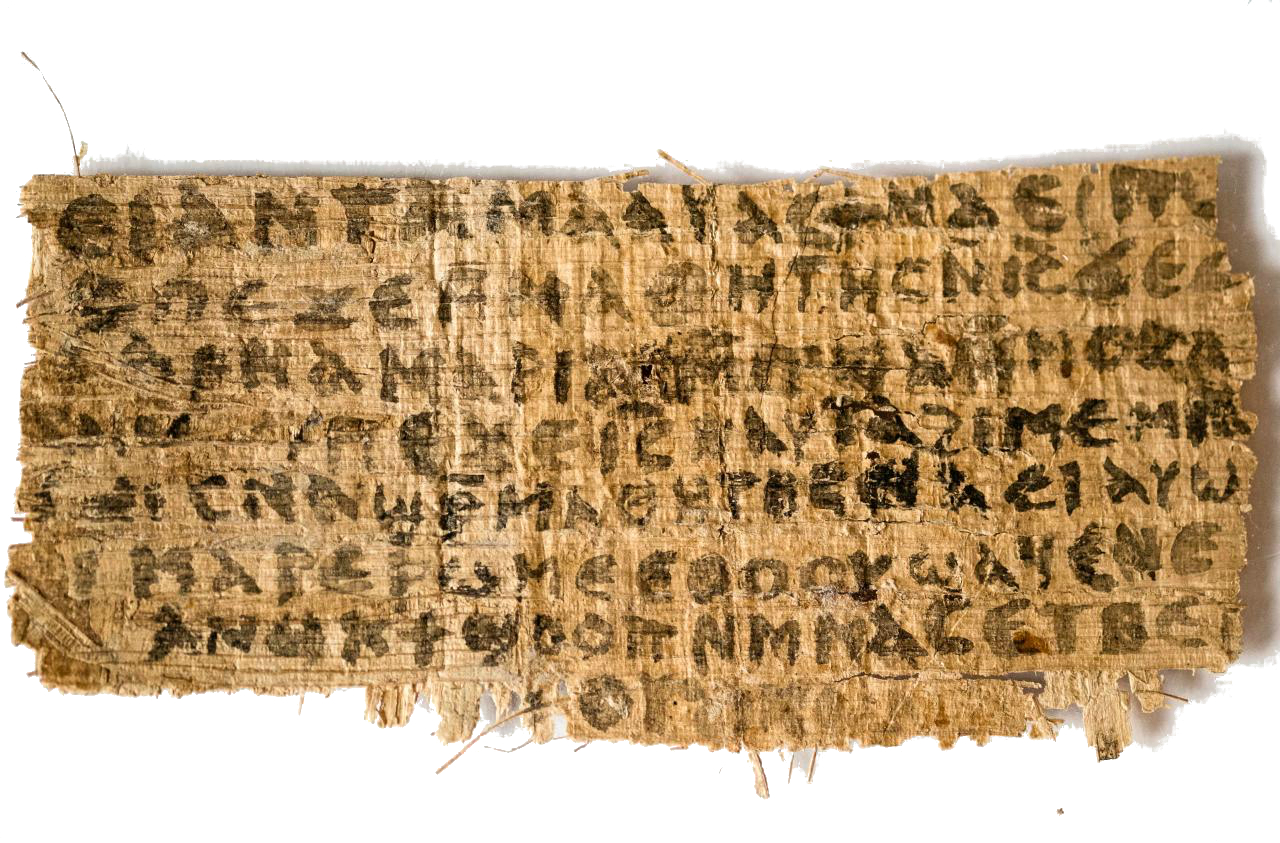
예수의 아내의 복음서, 렉토.

예수의 아내의 복음서는 "예수님께서 그들에게 말씀하시길, '내 아내는...'" 단어를 포함한 콥트 문자 문서 파피루스 조각이다. 먼저 일부 초기 기독교인들이 예수가 결혼했다고 믿은 의미에 대해 2012년에 공개할 때 문서는 광범위한 주목을 받았다. 그러나, 문서는 현대 위조인 것으로 합의되었다.

## 같이 보기
- 예수 혈통
- 토마스의 복음서